# Жабриевская
Жабриевская — деревня в Сунском районе Кировской области в составе Большевистского сельского поселения.

## География
Находится на расстоянии примерно 3 км на северо-запад по прямой от районного центра поселка Суна.

## История
Известна с 1678 года, когда здесь было учтено 7 дворов, принадлежала Успенскому Трифонову монастырю, в 1802 учтено было 75 душ мужского пола. В 1873 учтено было дворов 33 и жителей 240, в 1905 32 и 169, в 1926 49 и 259, в 1950 40 и 139 соответственно, в 1989 году проживало 143 жителя. Возникла при строительстве тракта Вятка — Казань как «заезжий» — «стоялый двор, где перепрягали лошадей». В советское время работали колхозы «Новая жизнь», «Пролетарская жизнь», «Искра». На 2002 год здесь работал СПК «Искра».
Постановление Думы Кировской области от 24.02.1998 № 10/11 деревня Жабриевщина переименована в деревню Жабриевская.

## Население
| 2010 |
| ---- |
| 141  |

Постоянное население составляло 168 человек (русские 92 %) в 2002 году, 141 в 2010.